# Ichneumon medioasiaticus
Ichneumon medioasiaticus là một loài tò vò trong họ Ichneumonidae.